# Legend of the Blue Sea
Legend of the Blue Sea (Hangul: 푸른 바다의 전설; RR: Pureun bada-ui jeonseol) és una sèrie de televisió sud-coreana de 2016-2017 protagonitzada per Jun Ji-hyun i Lee Min-ho. Inspirat en una clàssica llegenda de Joseon de la primera col·lecció de relats històrics no oficials de Corea sobre un pescador que captura i allibera una sirena, aquest drama explica la història d'amor d'un artista i una sirena que viatja a través de l'oceà per trobar-lo. Va ser parcialment rodada a Catalunya, concretament a Tossa de Mar. Es va emetre a SBS tots els dimecres i dijous a les 22:00 (KST) franja horària a partir del 16 de novembre de 2016 fins al 25 de gener de 2017. La sèrie va ser un èxit comercial, va destacar internacionalment en la classificació d'espectadors més populars amb popularitat a Àsia, Europa, Oceania i els Estats Units van transmetre a tot el món a Netflix.